# Giro dell'Appennino 1963
Il Giro dell'Appennino 1963, ventiquattresima edizione della corsa, si svolse il 1º settembre 1963, su un percorso di 255 km. La vittoria fu appannaggio dell'italiano Italo Zilioli, che completò il percorso in 6h49'00", precedendo i connazionali Diego Ronchini e Adriano Durante.
I corridori che partirono furono 106, mentre coloro che tagliarono il traguardo di Pontedecimo furono 36.

## Ordine d'arrivo (Top 10)
| Pos. | Corridore           | Squadra   | Tempo    |
| ---- | ------------------- | --------- | -------- |
| 1    | Italo Zilioli       | Carpano   | 6h49'00" |
| 2    | Diego Ronchini      | Salvarani | a 2'10"  |
| 3    | Adriano Durante     | Legnano   | a 5'00"  |
| 4    | Guido De Rosso      | Molteni   | a 6'50"  |
| 5    | Giovanni Bettinelli | Cite      | s.t.     |
| 6    | Franco Balmamion    | Carpano   | a 7'05"  |
| 7    | Bruno Mealli        | Lygie     | s.t.     |
| 8    | Silvano Ciampi      | IBAC      | s.t.     |
| 9    | Carlo Azzini        | Carpano   | s.t.     |
| 10   | Franco Cribiori     | Gazzola   | s.t.     |